# Jacqueline Pirenne
Pour les articles homonymes, voir Pirenne.
Jacqueline Pirenne, née le 17 mai 1918 à Neuilly-sur-Seine et morte le 8 novembre 1990 à Strasbourg, est une archéologue française, petite-fille de l'historien belge Henri Pirenne par son père Jacques Pirenne. Son domaine de prédilection concerne la péninsule sud-arabique.

## Biographie

### Jeunesse et études
Jacqueline Pirenne étudie au lycée Molière (Paris). Elle est diplômée de l'université catholique de Louvain (Belgique). Elle obtient en 1939 une licence de philosophie et reprend ses études après la Seconde Guerre mondiale, une licence de philologie et histoire orientale.

### Carrière
Elle passe une grande partie de sa carrière à des fouilles archéologiques en Arabie du Sud (en particulier au Yémen à Qatabâ, à Chabwa ancienne capitale de l' Hadramaout et en Éthiopie) : elle a notamment travaillé sur l'idée de propagation de la langue sémitique dans la péninsule Arabique.  Elle est directrice au CNRS. Elle arrête sa carrière en 1985 et meurt en 1990.

## Engagement
Ses recherches archéologiques ne l'empêchent pas de se préoccuper du monde dans lequel elle vit. En Éthiopie, tout en travaillant à la chronologie des rois d'Aksoum, elle apporte son aide aux enfants abandonnés.

## Publications
- La Grèce et Saba, 1957
- À la découverte de l'Arabie : cinq siècles de science et d'aventure, 1957, 328 p.
- Le Royaume de Qataban sud-arabe et sa datation d'après l'archéologie et les sources classiques, 1961
- Aux origines de la graphie syriaque,, 1963